# Tobi Dahmen

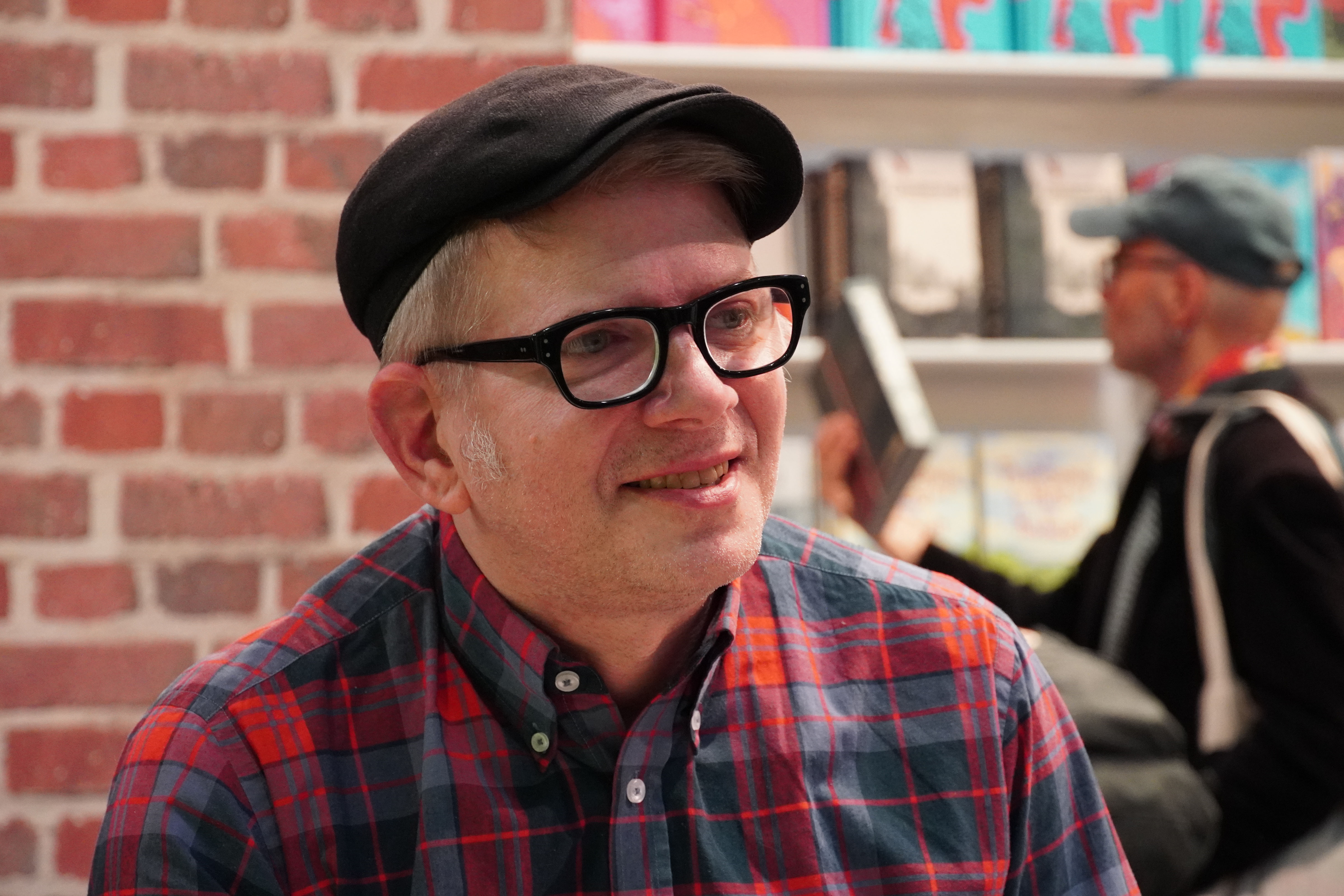
Tobi Dahmen auf der Leipziger Buchmesse 2025

Tobias Dahmen (* 24. März 1971 in Frankfurt am Main) ist ein deutscher Comicautor, Grafiker und Illustrator.

## Leben
Tobi Dahmen wuchs in Wesel auf. Als Schüler begann er bereits, Comics zu zeichnen. Im Alter von 16 Jahren lernte er zudem die Mod-Subkultur kennen, der er bis heute verbunden blieb. Seither entwarf er zahlreiche Flyer für Szene-Partys und Allnighter, auf denen er als Teil des Kuschelmods-DJ-Kollektivs auch eine Zeit selbst auflegte.
Dahmen zog 1991 nach Düsseldorf, wo er mit Schwerpunkt Illustration an der Fachhochschule Düsseldorf Visuelle Kommunikation studierte. 1997 schloss er dort mit der Diplomarbeit Poetry And All That Jazz ab, ein illustriertes Buch über den Beat-Poeten Jack Kerouac und die Halbwelt der US-amerikanischen Jazzclubs. Er lebte und arbeitete bis 2008 in Düsseldorf und zog danach in die Niederlande, nach Utrecht, wo er seither weiter als Comiczeichner und Illustrator für Werbeagenturen, Presse und Verlage arbeitet.
Die erste Auftragsarbeit als Comiczeichner war ab 1994 die Reihe Scoot Riders für die Motorroller-Zeitschrift Motoretta (2003 als Sammelband erschienen). 1998 wurde er Mitglied der Künstlergruppe Die Tapezisten. 1999 gründete er das Independent-Comic-Projekt Herrensahne zusammen mit anderen jungen Zeichnern, darunter Leo Leowald und Roman Klonek. Das Projekt gewann den ICOM Independent Comic Preis 2005 als „Bestes Fanzine“.
Für seinen Comic Sperrbezirk gewann Tobi Dahmen den ICOM Independent Comic Preis 2008 in der Kategorie „Bester Kurzcomic ‚REALISTISCH‘“.
2011 begann er seinen überwiegend autobiografischen Webcomic Fahrradmod, der 2011 auf den zweiten Platz des „Sondermann Webcomic-Awards“ auf der Frankfurter Buchmesse kam. 2015 erschien seine darauf basierende Graphic Novel Fahrradmod im Carlsen Verlag, für die er im Folgejahr in der Kategorie "Germany - Best Scenario" den Rudolph-Dirks-Award für grafische Literatur erhielt.

## Comics (Auswahl)
- Scoot Riders, Motoretta Verlag (Forum Media Group) 2003, ISBN 3-9807857-1-8.
- Sperrbezirk, Zwerchfell Verlag 2011, ISBN 978-3-928387-97-2.
- Fahrradmod, Carlsen Verlag 2015, ISBN 978-3-551-76308-2.
- Columbusstraße, Carlsen Verlag 2024, ISBN 978-3-551-79663-9.